# 牧野久仲
牧野 久仲（まきの ひさなか）は、戦国時代の武将。伊達氏重臣。陸奥国守護代。出羽国長井郡小松城主。

## 生涯
伊達氏重臣・中野宗時の二男として誕生した。
久仲は伊達氏の守護代を務める名族である牧野氏の養嗣子となり、父宗時と同じく伊達家中で大いに権勢を振るった。永禄13年/元亀元年（1570年）、晴宗を継いだ伊達輝宗に不満を抱いた宗時は反乱を起こし、久仲もこれに同調したが失敗し、共に流浪の身となる。輝宗に帰参を願い出たが、生涯許されることはなかった。

## その後の牧野氏
牧野家は輝宗没後、伊達政宗の代になってようやく帰参が許され、久仲の孫・盛仲は文禄2年（1593年）に文禄の役の軍功により200石を与えられ、宿老の家格に復帰した。のちに盛仲は加美郡宮崎城主となって2,000石余に加増され、弟の友重に宮城郡竹谷（現：松島町竹谷）など468石余を分与して別家を興させている（竹谷牧野氏）。
牧野氏は盛仲の子・茂仲の代にさらに2,500石まで加増されたが、茂仲は慶安3年（1650年）に罪を得て改易され、宿老牧野家は再び御家断絶の憂き目に遭った。万治4年（1661年）4月、古内重安（茂仲の義弟）が、茂仲の子・重仲に自身の知行から500石を分与して牧野家を再興させたいと願い出て、平士の家格での牧野本家の再興が許された。
```
　　　　　　　　　　　┏新田義綱
　　　　　　新田景綱━┫
　　　　　　　　　　　┗新田義直　　　　　　　┏古内重安
桑折景長━━女子　　　　　┃　　　　山口重如━┫
　　　　　　　┣━━━━女子　　　　　　　　　┗女子
　　　　　┏中野親時　　　　　　　　　　　　　　　┣━━━━牧野重仲
中野宗時━┫　　　　　　　　　　　┏牧野盛仲━━牧野茂仲
　　　　　┗牧野久仲━━牧野為仲━┫
　　　　　　　　　　　　　　　　　┗牧野友重━━牧野友次

```